# Glenbeulah
Glenbeulah è un comune degli Stati Uniti, situato in Wisconsin, nella Contea di Sheboygan.